# Laufey
Laufey (norrønt for ”løv-ø”) eller Nal (norrønt: Nál ”nål”) var i nordisk mytologi Farbautes mage og moder til Loke, Byleist og Helblinde. Derudover vides intet om hende.
Hendes navn betyder “løv ø” hvilke er en kenning (poetisk omskrivning) for et træ.[kilde mangler]